# Ojoceratops
Ojoceratops – rodzaj ceratopsa z rodziny Ceratopsidae i podrodziny Chasmosaurinae żyjącego w późnej kredzie (późny kampan lub mastrycht) lub we wczesnym trzeciorzędzie (wczesny danu]) na obszarze dzisiejszej Ameryki Północnej. Jego znaleziska mogą reprezentować rodzaj Triceratops. Opisany na podstawie skamieniałych kości czaszki, w tym wyrastającej z tyłu czaszki kostnej kryzy, odkrytych w 2005 roku w skałach formacji Ojo Alamo na północnym zachodzie stanu Nowy Meksyk. Tylna część kryzy Ojoceratops miała kształt zbliżony do kwadratu, czym różniła się od kryzy triceratopsa. Jednak niektórzy naukowcy uważają, że O. fowleri nie odróżnia się na tyle od innych ceratopsów, aby uznać jego ważność - taki kształt kryzy jest obecny u co najmniej jednego osobnika Triceratops.